# 裕华新村

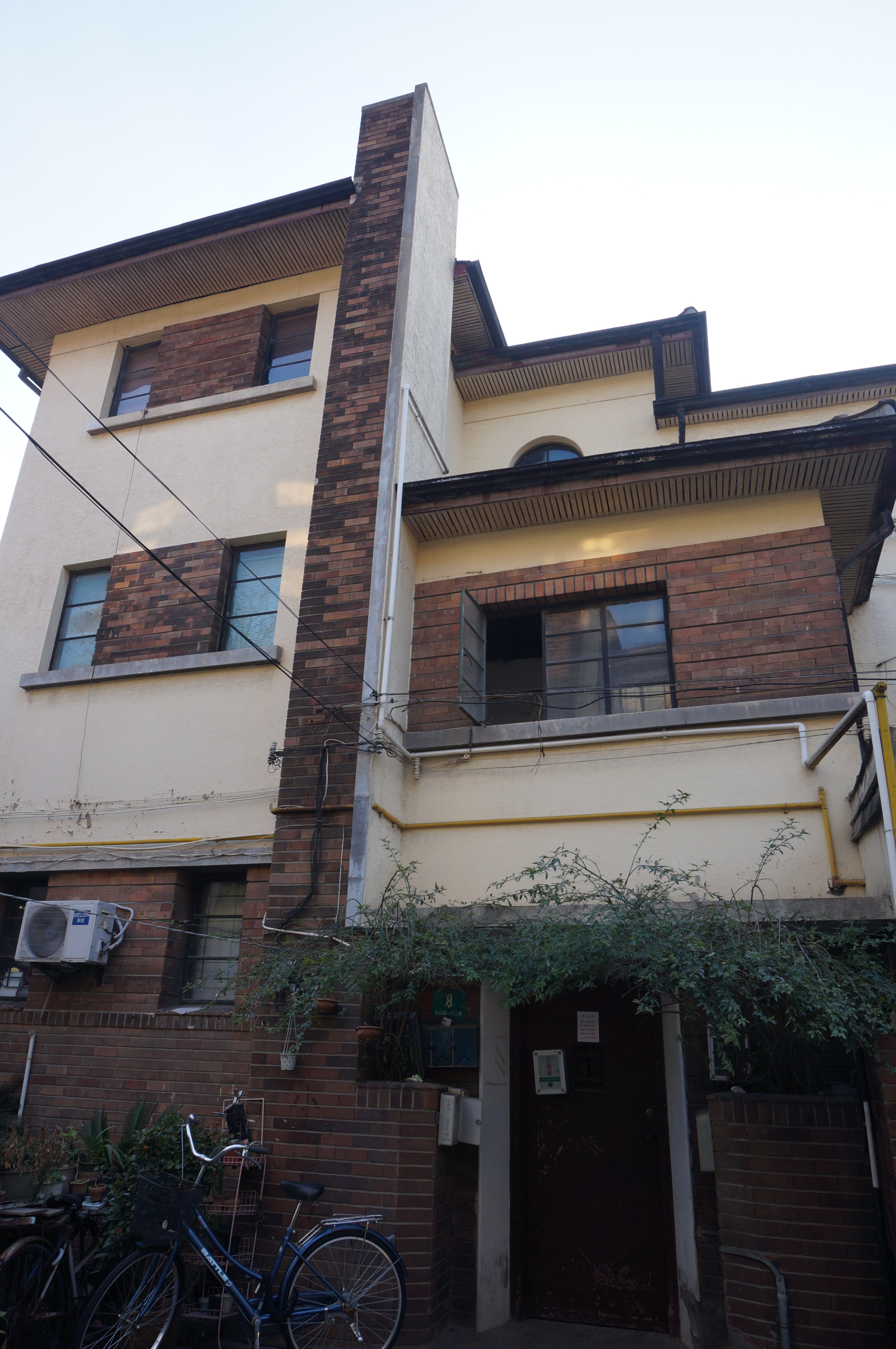
裕华新村

裕华新村是一片位于上海静安区富民路182弄的花园里弄住宅，共有36幢房屋组成。其建于1941年，由上海裕华银公司投资建造，兴业建筑师事务所的徐敬直、杨润均、李惠伯等建筑师设计，属于后期新式里弄住宅。1989年，裕华新村入选第一批上海市优秀历史建筑和第五批上海市文物保护单位。

## 建筑特色
裕华新村占地2750平方米，建筑面积7000平方米，砖木结构，为半独立式花园里弄。里弄共有房屋36幢，其中16幢为三层双开间，20幢为三层一间半单元，每幢都设有花园。在布局上，里弄东半部为呈“田”字形布局的四坡顶偶合式的16幢房屋，不论是建筑面积还是庭院面积都较大；西部为20幢呈行列式排列的两坡顶偶合式住宅，建筑及庭院面积都较小。房屋外墙采用了水泥粉刷并贴以泰山砖，屋顶铺红色平瓦，庭院围墙高约2米。住宅采用烟道的设计并开圆形窗户。裕华新村的设计有现代住宅的设计思想，且整体建筑风格有建筑大师弗兰克·劳埃德·赖特之风。
总弄弄口位于富民路，宽7米。四坡顶住宅的支弄宽5米，而两坡顶住宅的支弄的宽度则要窄0.5米。室内主卧室均朝南，二和三楼各有2间卧室。底层朝南有起居室，而厨房、餐室、卫生间及小天井则在北部。住宅厨房和卫生设备一应俱全，并专门设有供仆人同行的通道以及厕所，有些住宅还设有车库。两坡顶住宅平面布局与四坡顶大致相同，只是各个房间的面积相较要小，楼梯间也更为局促。